# Comediants (À Punt)
Comediants és un format televisiu de monòlegs de caràcter humorístic produït per VITV (integrada en el grup Mediapro) per a la televisió valenciana À Punt en el qual monologuistes professionals i personalitats de l'escena convidades s'enfronten al públic en directe amb un monòleg de 8 i 10 minuts de durada. Presenta el format l'actriu i monologuista Maria Juan i a més a més compta amb una banda que se situa al fons de l'escenari que aporta la nota musical a l'inici i al final del programa, entre monòlegs i fins i tot com a part d'ells.
La primera temporada inicià les seues emissions la tardor de 2018 i fins al moment s'han emés tres temporades. La primera fou gravada al Teatre Principal de Castelló de la Plana, la segona al Gran Teatre d'Alzira i la tercera al Teatre Serrano de Gandia.

## Programes
| Temporada | Episodi | Data d'emissió | Monologuistes                                                                          |
| --------- | ------- | -------------- | -------------------------------------------------------------------------------------- |
| 1         | 1       | 19/09/2018     | Óscar Tramoyeres, Carol Tomás, Eva Cabezas i Ferran Gadea                              |
| 1         | 2       | 26/09/2018     | Rebeca Valls, Carlos Amador, Raquel Ortells i Txabi Franquesa                          |
| 1         | 3       | 3/10/2018      | Óscar Tramoyeres, Txel Curiel, David Navarro i Marta Flich                             |
| 1         | 4       | 10/10/2018     | Jaime Vicedo, Rafa Forner, Maru Candel, Carol Tomás,                                   |
| 1         | 5       | 17/10/2018     | Arantxa González, Rafa Alarcón, Patricia Espejo i Jordi Ballester                      |
| 1         | 6       | 24/10/2018     | Carlos Amador, Pepa Cases, Manu Badenes i Gemma Juan                                   |
| 1         | 7       | 31/10/2018     | Rafa Alarcón, Greta Ruiz, Javi Sancho i Cristina Perales                               |
| 1         | 8       | 7/11/2018      | Carol Tomás, Pau Blanco, Susi Caramelo i Nacho Diago                                   |
| 1         | 9       | 14/11/2018     | Pepa Cases, Jaime Vicedo, Iñaki Urrutia i Maria Zamora                                 |
| 1         | 10      | 21/11/2018     | Rafa Forner, Greta Ruiz, Eva Cabezas i Ferran Gadea                                    |
| 1         | 11      | 28/11/2018     | Óscar Tramoyeres, Patricia Sornosa i Raquel Ortells                                    |
| 1         | 12      | 5/12/2018      | Pau Blanco, Arantxa González i Valeria Ros                                             |
| 1         | 13      | 12/12/2018     | Óscar Tramoyeres, Carol Tomás i Eugeni Alemany                                         |
| 1         | 14      | 19/12/2018     | Programa especial amb els millors moments                                              |
| 1         | 15      | 22/12/2018     | Programa especial amb els millors moments                                              |
|           | 16      | 25/12/2018     | Especial Nadal amb Rafa Forner, Eva Cabezas, Arantxa González i Óscar Tramoyeres       |
| 2         | 17      | 7/03/2019      | Especial Dia de la Dona amb Carol Tomás, Eva Cabezas, Paloma Palenciano i Abril Zamora |
| 2         | 18      | 11/09/2019     | Óscar Tramoyeres, Carol Tomás, Txabi Franquesa, Arantxa González i Xavi Castillo       |
| 2         | 19      | 18/09/2019     | Óscar Tramoyeres, Virginia Arriezu, Carlos Amador, Arantxa González i Edu Santamaría   |
| 2         | 20      | 25/09/2019     | Carol Tomás, Agustín Jiménez, Maria Zamora, Pau Blanco i Rosana Espinós                |
| 2         | 21      | 2/10/2019      | Óscar Tramoyeres, David Navarro, Pepa Cases, Rafa Alarcón i Amparo Oltra               |
| 2         | 22      | 9/10/2019      | Óscar Tramoyeres, Carol Tomàs, Manu Górriz, Chus Lacort i Paco Vila                    |
| 2         | 23      | 16/10/2019     | Carol Tomàs, Manu Górriz, Pepa Cases, Miss Tagless i Arnau Soler                       |
| 2         | 24      | 23/10/2019     | Óscar Tramoyeres, Coria Castillo, Rafa Forner, Marian Díez i Pau Gregori               |
| 2         | 25      | 30/10/2019     | Carol Tomàs, Miki Dkai, Simó Martí, Rubén Aparisi i Pilu Fontán                        |
| 2         | 26      | 6/11/2019      | Óscar Tramoyeres, Elsa Ruiz, Carlos Amador, Pepa Cases i Sergio Caballero              |
| 2         | 27      | 13/11/2019     | Óscar Tramoyeres, Eva Cabezas, Rafa Alarcón i Gemma Juan                               |
| 2         | 28      | 27/11/2019     | Óscar Tramoyeres, Maru Candel, Rafa Forner i Pere Aznar                                |
|           | 29      | 1/01/2020      | Especial Cap d'Any amb Miki Dkai, Carlos Amador, Pepa Cases i Carol Tomás              |
|           | 30      | 10/06/2023     | Especial 5 anys À Punt amb Maria Juan, Óscar Tramoyeres, Carol Tomás i Pere Aznar      |
| 3         | 31      | 25/06/2024     | Óscar Tramoyeres, Carol Tomás, Manu Górriz, Maria Zamora, Ana Morgade                  |
| 3         | 32      | 02/07/2024     | Carol Tomás, Carlos Amador, Xavi Castillo, Sil de Castro, Coria Castillo               |
| 3         | 33      | 16/07/2024     | Pere Aznar, Cabra Fotuda, Saray Cerro, Rocío Ladrón de Guevara, Txabi Franquesa        |
| 3         | 34      | 23/07/2024     | Óscar Tramoyeres, María Zamora, Diego Varea, Amparo Moreno, Pepi Labrador              |
| 3         | 35      | 30/07/2024     | Manu Górriz, Carol Tomás, Manu Badenes, Saray Cerro, Tomás Fuentes                     |
| 3         | 36      | 06/08/2024     | Carol Tomás, Diego Varea, Paula Púa, Rafa Forner, Asaari Bibang                        |
| 3         | 37      | 13/08/2024     | Óscar Tramoyeres, Pere Aznar, Choriza May, Pepa Cases, Nacho García                    |
| 3         | 38      | 20/08/2024     | Óscar Tramoyeres, Toni de l’Hostal, Lluís Mosquera, Vidda Priego, Eva Cabezas          |